# ウラジーミル・オストロウシコ
ウラジーミル・セルゲーヴィチ・オストロウシコ（Владимир Сергеевич Остроушко、1986年9月30日 - ）は、ロシアの元ラグビーユニオン選手。

## プロフィール
- ロシア・クラスノダール出身。
- ポジションはウィング(WTB)。
- 身長 183cm、体重 97kg
- ロシア代表通算キャップ数は51でラグビーワールドカップ2011・ラグビーワールドカップ2019のロシア代表に選ばれた[1]。
- 7人制ロシア代表に選ばれたことがある[2]。

## 略歴
2020年、現役を引退した。